# Canthigaster compressa
Canthigaster compressa, tên thông thường là cá nóc thân ép, là một loài cá biển thuộc chi Canthigaster trong họ Cá nóc. Loài này được mô tả lần đầu tiên vào năm 1822.

## Phân bố và môi trường sống
C. compressa có phạm vi phân bố ở vùng biển Tây Thái Bình Dương. Loài này được tìm thấy ở phía đông quần đảo Mã Lai, từ Sabah (Malaysia), đông bắc Kalimantan và Bali (Indonesia) trải dài đến quần đảo Solomon, Vanuatu và New Caledonia ở phía đông. Từ Philippines và Palau, trải dài về phía bắc đến đảo Đài Loan, quần đảo Ryukyu và quần đảo Ogasawara (phía nam Nhật Bản). Phía nam trải dài đến New Caledonia. C. compressa sống trong các thảm cỏ biển mọc trên cát, ở các đầm phá và vịnh biển có độ sâu khoảng từ 2 đến 25 m.

## Mô tả
C. compressa trưởng thành có kích thước tối đa được ghi nhận là khoảng 10 cm. Cơ thể có màu nâu được bao phủ bởi các đường vân màu xanh lục lam ở thân trên và các đốm trắng ở bên dưới. Có một đốm đen lớn (viền màu xanh lục lam) ở gốc vây lưng; đuôi màu vàng.
Số gai ở vây lưng: 0; Số tia vây mềm ở vây lưng: 8 - 10; Số gai ở vây hậu môn: 0; Số tia vây mềm ở vây hậu môn: 8 - 9; Số tia vây mềm ở vây ngực: 15 - 18.
Cũng như những loài cá nóc khác, C. compressa có khả năng sản xuất và tích lũy các độc tố như tetrodotoxin và saxitoxin trong da, tuyến sinh dục và gan. Mức độ độc tính khác nhau tùy theo từng loài, và cũng phụ thuộc vào khu vực địa lý và mùa.
Thức ăn của C. compressa là các loài động vật giáp xác và động vật thân mềm. Cá trưởng thành thường bơi theo cặp. C. compressa được đánh bắt nhằm mục đích thương mại cá cảnh.